# Stole
"Stole" é o single de estreia da cantora estadunidense Kelly Rowland em seu primeiro álbum de estúdio, Simply Deep (2002). Foi escrita por Dane Deviller, Sean Hosein e Steve Kipner.

## Vídeo Musical
Produzido em 2003, o videoclipe do single se passa dentro de uma escola e mostra a morte de dois garotos. O primeiro se mata depois de constantes problemas com as pessoas. O segundo, um jogador de basquete, é morto por um outro menino da mesma escola.

## Faixas
- CD Single dos EUA

1. "Stole" - 3:56
2. "Stole" (D. Elliott Dreambrotha Mix)
3. "Stole" (EV3's Never Never Know Dub)

- CD Single Internacional

1. "Stole" - 3:56
2. "Stole" (Pop Edit)
3. "Stole" (Dreambrotha Mix)
4. "Stole" (H & D Nu Soul Mix)
5. "Stole" (Maurice's Nu Soul Mix)

- CD Single Europeu

1. "Stole" (Album Version)
2. "Stole" (The Gladiator Remix)
3. "Stole" (D. Elliott Dreambrotha Mix)
4. "Stole" (Maurice's Nu Soul Mix)
5. "Stole" (Bear Who? Nu DnB Mix)
6. "Stole" (Vídeo Musical)

- CD 12" Promocional do Reino Unido

1. "Stole" (H&D New Soul Mix)
2. "Stole" (Album Version)
3. "Stole" (Azza New Soul Mix)
4. "Stole" (D. Elliott Dreambrotha Mix)

- CD1 Single do Reino Unido

1. "Stole" (Versão do álbum) - 4:09
2. "Stole" (Azza Nu Soul Mix)
3. "Simply Deep" (Versão do álbum; com Solange Knowles) - 4:09
4. "Stole" (Vídeo Musical)

- CD2 Single do Reino Unido"The Club Remixes"

1. "Stole" (5am Remix)
2. "Stole" (H&D Nu Soul Mix)
3. "Stole" (The Gladiator Remix)

## Desempenho nas Paradas
| Paradas (2002)                       | Melhor Posição |
| ------------------------------------ | -------------- |
| U.S. Billboard Hot 100               | 27             |
| U.S. Billboard Hot R&B/Hip-Hop Songs | 54             |

| Parada (2003)                          | Melhor Posição |
| -------------------------------------- | -------------- |
| Australian ARIA Singles Chart          | 2              |
| Ö3 Austria Top 40                      | 24             |
| Bélgica Ultratop 50 Singles (Flanders) | 17             |
| Danish Singles Chart                   | 7              |
| Dutch Top 40                           | 8              |
| European Hot 100 Singles               | 5              |

| Parada (2003)                     | Melhor Posição |
| --------------------------------- | -------------- |
| Finnish Singles Chart             | 11             |
| França SNEP Singles Chart         | 53             |
| German Singles Chart              | 15             |
| Irish Singles Chart               | 3              |
| Itália FIMI Singles Chart         | 12             |
| Nova Zelândia RIANZ Singles Chart | 3              |
| Norwegian Singles Chart           | 6              |
| Swedish Singles Chart             | 14             |
| Swiss Singles Chart               | 9              |
| UK Singles Chart                  | 2              |

## Créditos & Pessoal
| - Vocais: Kelly Rowland - Vocais Adicionais: Sherree Ford - Escritores & Produtores: Dane Deviller, Sean Hosein, Steve Kipner - Programado & Arranjado: D. Deviller, S. Hosein, S. Kipner - Arranjamento Vocal: S. Ford | - Engenharia: Spider - Mixing: Dave "Hard Drive" Pensado - Assistente de Mixing: Ethan Willpughby - Guitarra: D. Deviller |